# 戴夫·金曼
大衛·亞瑟·金曼（英語：David Arthur Kingman，1948年12月21日—），綽號「金剛」和「天王」，為美國職棒大聯盟的左外野手、一壘手、三壘手及指定打擊，生涯曾效力過巨人、大都會、教士、天使、洋基、小熊與運動家等隊。金曼職業生涯期間敲出442轟，平均每15.11個打席就能擊出一轟，為大聯盟史上第14名。不過他吞下1816次三振一度為大聯盟史上第四高，目前為第21名。他生涯5次在年度MVP票選上拿下前25名，而他擊出16支滿貫砲也和漢克·阿倫、貝比·魯斯一樣。

## 職業生涯

### 舊金山巨人
1971年7月30日，金曼登上大聯盟。他以代跑身分取代威利·麥考維。他在下一場比賽就敲出滿貫砲作為其生涯首轟。整季他的打擊率為2成78，並敲出6轟與24分打點。巨人隊雖然成功闖進季後賽，並成功挺進到國聯冠軍賽，不過金曼只敲出1支安打，最後巨人1勝3敗被海盜淘汰，而這也是金曼唯一一次的季後賽體驗。
1972年4月16日，金曼達成完全打擊。1973年4月15日，金曼在比賽的垃圾時間完成投手初登板，並投了2局失2分。
1974年，金曼寫下單季59次守備失誤，因此他被Steve Ontiveros取代先發位置。並在隔年轉隊到大都會。總計他在巨人隊四年，打擊率為2成24，並敲出77轟與217分打點。

### 紐約大都會
1975年，金曼以15萬美元加盟大都會。他一開始以三壘手身分出賽12場比賽，不過後來球隊放棄讓他守內野，而是讓他擔任外野手。他在大都會的第一年就敲出36轟，隔年更是將個人紀錄推高到37轟。1976年，金曼首度入選明星賽。他一度是大都會隊史單季全壘打數的紀錄保持人，一直到1987年才由達里爾·斯塔比雷給打破。

### 教士、天使與洋基
1977年，他在大都會只繳出2成09的打擊率，外帶9轟的成績。因此他在6月15日被交易到教士，換來巴比·瓦倫泰和Paul Siebert。9月6日，他被教士隊放進讓渡名單內，並被天使隊選走。
9月15日，他被交易到洋基，天使換來Randy Stein。而金曼也成為大聯盟首位單季效力於四隻不同球隊的人，更是單季唯一一位在各個分區都有效力至少一支球隊的球員。他在洋基隊出賽8場比賽，敲出4轟與7分打點，幫助洋基闖進季後賽。不過因為他在8月31日之後才到洋基，因此他沒辦法在季後賽上場。
總計他在1977年的打擊率為2成21，並敲出26轟與78分打點。

### 芝加哥小熊
1977年11月30日，金曼加入小熊隊，並和球隊簽下5年24萬美元的合約。1978年，他的打擊率為2成66，並敲出28轟與78分打點。
5月14日，金曼打出生涯代表作。他不僅單場敲出3轟，還在延長15局上擊出3分砲。他一個人就打回8分打點，比道奇全隊7分還多。
1979年是金曼的生涯年，整季打擊率為2成88，並敲出48轟與115分打點。他拿下生涯首座全壘打王，並在打點排行榜拿下第二。5月17日，金曼敲出了瑞格利球場史上最遠的全壘打，預估飛行距離達550英尺(約167.64公尺)。
1980年，金曼因傷只出賽81場比賽，打擊率為2成78，並敲出18轟與57分打點。

### 重返大都會
1981年2月28日，大都會用Steve Henderson向小熊交易來金曼。1982年，雖然他擊出37轟拿下國聯全壘打王，但打擊率僅2成04，為符合最低打數的一壘手之中最低的。
1983年6月15日，大都會從紅雀交易來基斯·赫南德茲，因此金曼的上場空間受到壓縮。最終他在球季結束後被釋出。

### 奧克蘭運動家
1984年4月16日，金曼生涯第五次達成單場三響砲。該年他幾乎以指定打擊身分出賽，打擊率為2成68，並敲出35轟與118分打點。他不僅在MVP票選上拿下13名，也同時獲得東山再起獎。
1985年，金曼敲出30轟。隔年他在生涯最後一個賽季敲出35轟，這項紀錄一直到2016年才由大衛·歐提茲超越。
1986年球季結束後，球隊沒和金曼續約，而是簽下名人堂選手瑞吉·傑克森。加上運動家的新人荷西·坎塞柯和馬克·麥奎爾都展現強大的打擊能力，因此金曼最後沒能續留。

## 生涯打擊成績
| 出賽次數 | 打席 | 打數 | 得分 | 安打 | 二安 | 三安 | 全壘打 | 打點 | 盜壘 | 保送 | 三振 | 打擊率 | 上壘率 | 長打率 | OPS  |
| -------- | ---- | ---- | ---- | ---- | ---- | ---- | ------ | ---- | ---- | ---- | ---- | ------ | ------ | ------ | ---- |
| 1941     | 7429 | 6677 | 901  | 1575 | 240  | 25   | 442    | 1210 | 85   | 608  | 1816 | .236   | .302   | .478   | .780 |

## 退休
1987年7月11日，金曼與巨人簽下小聯盟合約。他在3A繳出2成03的打擊率，並敲出2轟與11分打點。最後他在球季結束後正式退休。
1989年，金曼在半職業聯盟繼續打比賽，當時有許多前大聯盟選手都在該聯盟繼續職棒生涯。最後該聯盟在1990年解散。
1992，金曼首度獲得名人堂票選資格，但他僅獲得3票。他也成為大聯盟第一位超過400轟，卻沒能入選名人堂的選手。

## 個人生活
金曼育有2女1子，其中兒子亞當曾在美國節目《Making It》第三季贏得手工藝比賽冠軍。

## 外部連結
- 球員資訊和成績在MLB，ESPN，Baseball-Reference，Fangraphs（英文）